# Bratte
Cet article possède un paronyme, voir Bratt.
Bratte est une commune française située dans le département de Meurthe-et-Moselle, en région Grand Est.

## Géographie
| Sivry |        | Moivrons             |
|       | Bratte | Villers-lès-Moivrons |
|       | Faulx  | Montenoy             |

### Hydrographie
La commune est dans le bassin versant du Rhin au sein du bassin Rhin-Meuse. Elle est drainée par le ruisseau la Natagne,.
Le Natagne, d'une longueur de 14 km, prend sa source dans la commune  et se jette  dans la Moselle à Dieulouard, après avoir traversé six communes. 

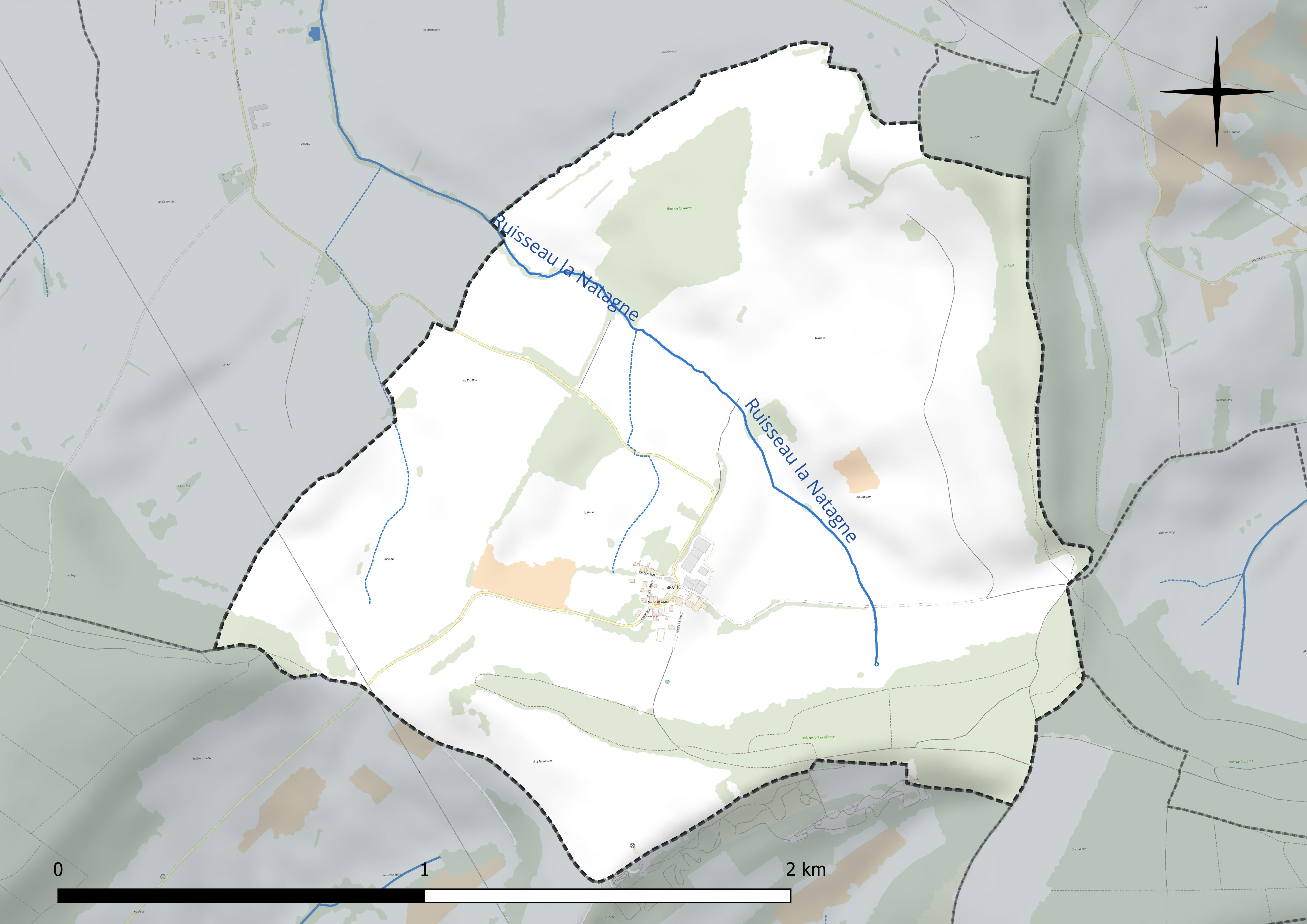
Réseau hydrographique de Bratte.

### Climat
Pour des articles plus généraux, voir Climat du Grand Est et Climat de Meurthe-et-Moselle.
En 2010, le climat de la commune est de type climat de montagne, selon une étude du Centre national de la recherche scientifique s'appuyant sur une série de données couvrant la période 1971-2000. En 2020, Météo-France publie une typologie des climats de la France métropolitaine dans laquelle la commune est exposée à un climat semi-continental et est dans la région climatique  Lorraine, plateau de Langres, Morvan, caractérisée par un hiver rude (1,5 °C), des vents modérés et des brouillards fréquents en automne et hiver. 
Pour la période 1971-2000, la température annuelle moyenne est de 9,4 °C, avec une amplitude thermique annuelle de 16,9 °C. Le cumul annuel moyen de précipitations est de 807 mm, avec 12,6 jours de précipitations en janvier et 9,7 jours en juillet. Pour la période 1991-2020, la température moyenne annuelle observée sur la station météorologique de Météo-France la plus proche, « Nancy-Essey », sur la commune de Tomblaine à 15 km à vol d'oiseau, est de 11,0 °C et le cumul annuel moyen de précipitations est de 746,3 mm. 
La température maximale relevée sur cette station est de 40,1 °C, atteinte le 24 juillet 2019 ; la température minimale est de −24,8 °C, atteinte le 21 février 1956,,. 
Les paramètres climatiques de la commune ont été estimés pour le milieu du siècle (2041-2070) selon différents scénarios d'émission de gaz à effet de serre à partir des nouvelles projections climatiques de référence DRIAS-2020. Ils sont consultables sur un site dédié publié par Météo-France en novembre 2022.

## Urbanisme

### Typologie
Au 1er janvier 2024, Bratte est catégorisée commune rurale à habitat très dispersé, selon la nouvelle grille communale de densité à sept niveaux définie par l'Insee en 2022.
Elle est située hors unité urbaine. Par ailleurs la commune fait partie de l'aire d'attraction de Nancy, dont elle est une commune de la couronne,. Cette aire, qui regroupe 353 communes, est catégorisée dans les aires de 200 000 à moins de 700 000 habitants,.

### Occupation des sols
L'occupation des sols de la commune, telle qu'elle ressort de la base de données européenne d’occupation biophysique des sols Corine Land Cover (CLC), est marquée par l'importance des territoires agricoles (84,9 % en 2018), une proportion identique à celle de 1990 (84,9 %). La répartition détaillée en 2018 est la suivante : prairies (56 %), terres arables (27,9 %), forêts (15,1 %), zones agricoles hétérogènes (0,9 %). L'évolution de l’occupation des sols de la commune et de ses infrastructures peut être observée sur les différentes représentations cartographiques du territoire : la carte de Cassini (XVIIIe siècle), la carte d'état-major (1820-1866) et les cartes ou photos aériennes de l'IGN pour la période actuelle (1950 à aujourd'hui).

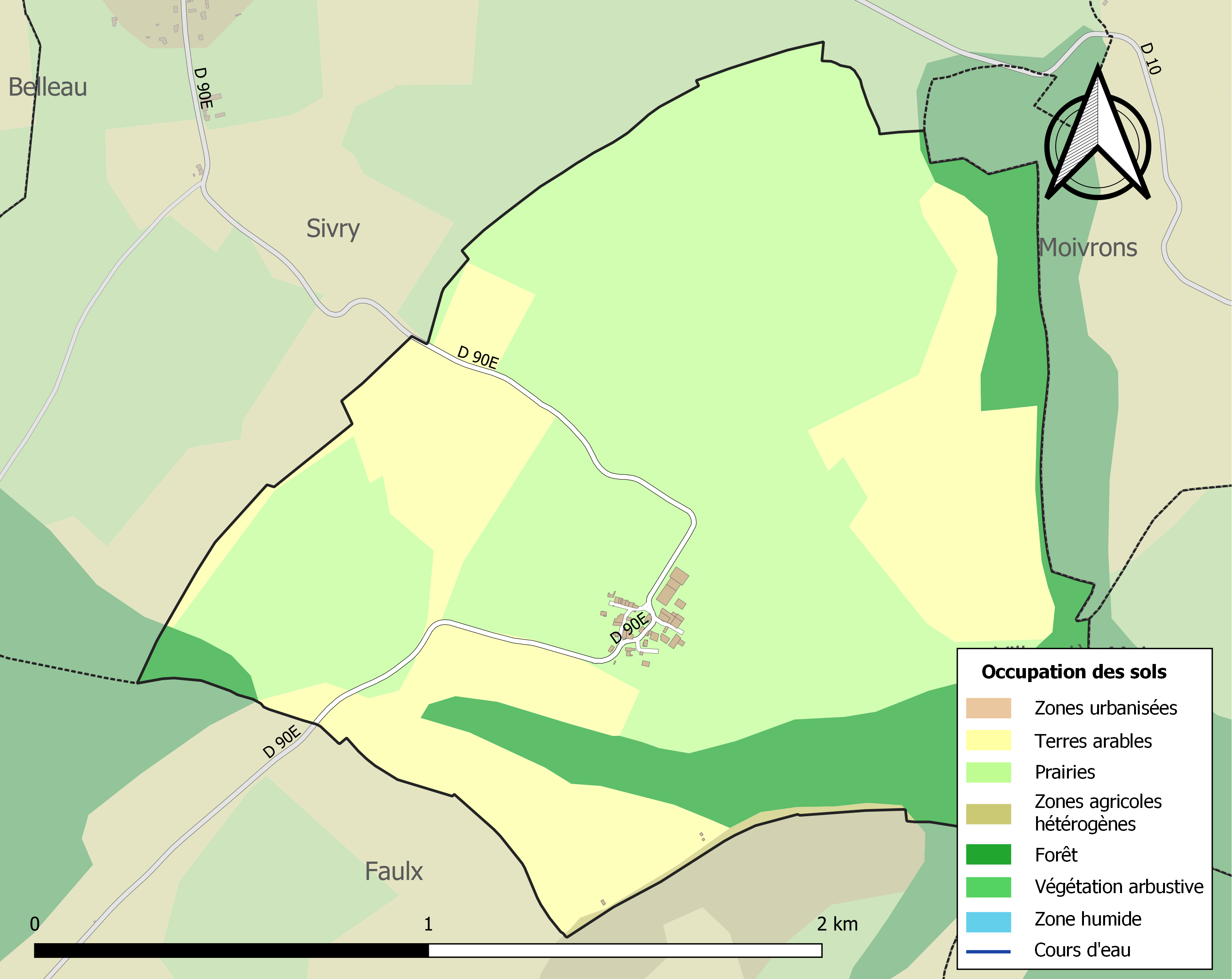
Carte des infrastructures et de l'occupation des sols de la commune en 2018 (CLC).

## Toponymie
Le nom de la localité est attesté sous les formes Brat (1324) ; Brates, Brotes (1334) ; Breth (1589) ; Brathe (1601) ; Brothe (1617).

Du gaulois *brittola. En patois lorrain et vosgien (dialecte du lorrain), bratte, brotte, désigne la ciboule.  Deux gloses latines nous définissent britola comme un « petit oignon » (Degavre, 1998, 1 13).

## Politique et administration
| Période                                  | Période  | Identité        | Étiquette | Qualité                                                     |
| ---------------------------------------- | -------- | --------------- | --------- | ----------------------------------------------------------- |
| Les données manquantes sont à compléter. |          |                 |           |                                                             |
| avant 1988                               | ?        | Hubert Griette  |           |                                                             |
| mars 2001                                | mai 2020 | Michel Bédu     |           | Cadre supérieur (secteur privé)                             |
| mai 2020                                 | En cours | Carole Marande, |           | Employée civile ou agent de service de la fonction publique |

## Démographie
L'évolution du nombre d'habitants est connue à travers les recensements de la population effectués dans la commune depuis 1793. Pour les communes de moins de 10 000 habitants, une enquête de recensement portant sur toute la population est réalisée tous les cinq ans, les populations de référence des années intermédiaires étant quant à elles estimées par interpolation ou extrapolation. Pour la commune, le premier recensement exhaustif entrant dans le cadre du nouveau dispositif a été réalisé en 2004.

En 2022, la commune comptait 47 habitants, en évolution de +9,3 % par rapport à 2016 (Meurthe-et-Moselle : −0,13 %, France hors Mayotte : +2,11 %).
| 1793 | 1800 | 1806 | 1821 | 1831 | 1836 | 1841 | 1846 | 1851 |
| ---- | ---- | ---- | ---- | ---- | ---- | ---- | ---- | ---- |
| 131  | 140  | 163  | 162  | 138  | 132  | 148  | 144  | 152  |

| 1856 | 1861 | 1872 | 1876 | 1881 | 1886 | 1891 | 1896 | 1901 |
| ---- | ---- | ---- | ---- | ---- | ---- | ---- | ---- | ---- |
| 142  | 144  | 152  | 141  | 152  | 144  | 135  | 133  | 129  |

| 1906 | 1911 | 1921 | 1926 | 1931 | 1936 | 1946 | 1954 | 1962 |
| ---- | ---- | ---- | ---- | ---- | ---- | ---- | ---- | ---- |
| 101  | 97   | 92   | 80   | 72   | 62   | 44   | 41   | 32   |

| 1968 | 1975 | 1982 | 1990 | 1999 | 2004 | 2006 | 2009 | 2014 |
| ---- | ---- | ---- | ---- | ---- | ---- | ---- | ---- | ---- |
| 17   | 16   | 30   | 42   | 42   | 32   | 29   | 38   | 44   |

| 2019 | 2022 | - | - | - | - | - | - | - |
| ---- | ---- | - | - | - | - | - | - | - |
| 46   | 47   | - | - | - | - | - | - | - |

## Culture locale et patrimoine

### Lieux et monuments
- Maison forte XVIe/XVIIe siècle.
- Église de la Nativité-de-la-Vierge, reconstruite au XIXe siècle : chevet XVe/XVIe siècle.

### Personnalités liées à la commune
- Louis Michel, ancien sénateur et président de la société centrale d'agriculture de Meurthe-et-Moselle de 1912 à 1936.

### Héraldique
| Blason de Bratte | Blason  | D'argent à la montagne à six coupeaux de sinople surmontée à dextre d'un M majuscule couronné d'azur et à senestre d'une faux en pal de même. |
| Blason de Bratte | Détails | Le blason est utilisé par la commune depuis 1986.                                                                                             |